# Hossein Amir-Abdollahian
Hossein Amir-Abdollahian (en persa: حسین امیرعبداللهیان‎; Damghan, 23 de abril de 1964 - Varzaqan, 19 de mayo de 2024) fue un político, diplomático y ministro de Asuntos Exteriores iraní. Anteriormente fue viceministro de Asuntos Exteriores para Asuntos Árabes y Africanos de 2011 a 2016.

## Biografía
Nació en 1964 en Damghan. A la edad de seis o siete años perdió a su padre. Se casó en 1994 y tuvo un hijo y una hija. Amir-Abdollahian obtuvo una licenciatura en Relaciones Diplomáticas de la Facultad del Ministerio de Relaciones Exteriores, una Maestría en Relaciones Internacionales de la Facultad de Derecho y Ciencias Políticas de la Universidad de Teherán y un Doctorado en Relaciones Internacionales de la misma institución.
Fue asistente especial del presidente del Parlamento iraní en asuntos internacionales, director general de Asuntos Internacionales de la Asamblea Consultiva Islámica desde la presidencia de Ali Larijani hasta la presidencia de Mohammad Bagher Ghalibaf, secretario general de la Secretaría Permanente de la Conferencia Internacional. en apoyo de la Intifada Palestina, Director Gerente de Palestina Estratégico Diálogo Trimestral.

## Muerte
El 19 de mayo de 2024, un helicóptero que transportaba a Amir-Abdollahian y al presidente Ebrahim Raisi se estrelló cerca de la frontera entre Azerbaiyán e Irán, según la agencia estatal de noticias iraní IRNA. La madrugada del 20 de mayo, los medios iraníes informaron que el helicóptero había sido localizado y que no había «señales de vida» en el lugar del accidente. Con la excepción de su cola, el helicóptero se había quemado por completo después del impacto.

## Carrera
- Viceministro de Asuntos Exteriores para Asuntos Árabes y Africanos
- Asistente especial del presidente del Parlamento iraní en asuntos internacionales
- Director general de Asuntos Internacionales de la Asamblea Consultiva Islámica
- Secretario General de la Secretaría Permanente de la Conferencia Internacional en Apoyo de la Intifada Palestina
- Director general del Diálogo Estratégico Palestino Trimestral
- Embajador de la República Islámica de Irán en Bahrein
- director general Adjunto del Ministerio de Asuntos Exteriores del Golfo Pérsico
- Miembro de la junta fundadora del Centro de Estudios de Asia Occidental
- Profesor invitado, Facultad de Estudios Mundiales, Universidad de Teherán
- Profesor invitado, Facultad de Relaciones Internacionales, Ministerio de Relaciones Exteriores[12][13]